# BR-104
La BR-104 es una carretera longitudinal federal brasileña que se inicia en Macau, Rio Grande do Norte, y termina en Maceió, Alagoas.
Campina Grande (PB) y Caruaru (PE) son famosas por las mayores festividades de junio en Brasil. La región de Caruaru, Santa Cruz do Capibaribe y Toritama (todas en Pernambuco) constituyen el conocido "polo de confección". La producción de estas piezas se vende por todo Brasil y en países de América del Sur, especialmente en Paraguay.